# 武家の棟梁
武家の棟梁（ぶけのとうりょう）とは、武家の長であり統率者である軍事貴族のこと。

## 概要
棟梁という言葉は今日では「大工の親方」という意味で用いられることが多いが、元は建物の屋根の主要部分である棟と梁を指していた。棟と梁は建物の最も高い部分にあり、かつ重要な部分であるため、転じて国家などの組織の重要な人物を指し、また「頭領」・「統領」という表記も用いられた（『日本書紀』景行天皇51年（121年）条において武内宿禰を「棟梁之臣」と表現している）。
10世紀から11世紀にかけて、各地に「堪武芸之輩」・「武勇之人」と呼ばれる人々が現れて武門の源流となり、それを統率する人物を「武門之棟梁」と称した。「武門之棟梁」は単一人とは限らなかったが、名声が高かったのは桓武平氏の平維時・維衡・致頼や清和源氏の源満仲・頼光・頼信らであった。頼信の孫・源義家が称された「武士之長者」（『中右記』）も同様の意味であり、義家の子孫（河内源氏）は特に「天下第一武勇之家」と呼ばれ、幕府・将軍職を独占した。その後、平清盛率いる伊勢平氏がその地位を奪うが、源頼朝が鎌倉幕府を開いて「天下兵馬之権」を掌握して武家政権を確立、その死後に頼朝が有していた鎌倉殿としての軍事的権限と征夷大将軍の地位が次第に結びついて世襲されると、清和源氏－河内源氏の血を引く人物が「武家の棟梁＝幕府の長・征夷大将軍」という図式が成立した。この図式は河内源氏嫡流断絶後に征夷大将軍を継承した摂家将軍や宮将軍の元でも維持されることによって、「武家の棟梁」と征夷大将軍が同一のものとする認識が確立した。
ただし、「武家の棟梁」も時代によってやや異なる意味を有している。11世紀以前の「武家の棟梁」は朝廷（中央政府）が動員した兵士を率いて行動した下級貴族出身の軍事貴族であり、その根拠は京都にあって地方武士との関係は希薄であった。この傾向は源義家の時代になっても基本的には変わらず、東国武士との関係よりも院（治天）や摂関家などの朝廷を構成する特定権門とのつながりの方が重視された。こうした「武家の棟梁」が自己の下に地方武士を糾合してその地域の武士たちの政治的利害を代表するようになるのは、保元・平治の乱が発生した12世紀中頃のことである。
また、地域単位における「武家の棟梁」も存続した例もある。大和源氏の越智氏と抗争した大和国の守護職を収めた興福寺の傘下にあった衆徒（大和武士）の指導者は幕府成立後も「棟梁」の地位を保ち、一乗院系の棟梁・筒井氏と大乗院系の棟梁・古市氏が互いに大和武士の指導者の地位を巡って争った。